# Apanteles laevigatoides
Apanteles laevigatoides är en stekelart som beskrevs av Nixon 1972. Apanteles laevigatoides ingår i släktet Apanteles och familjen bracksteklar. Inga underarter finns listade i Catalogue of Life.